# Intelsat
Міжнародна організація супутникового зв'язку ІНТЕЛСАТ (INTELSAT) — міжнародна організація супутникового зв'язку. 

## Історія
Заснована в 1964 році як міждержавна організація. Пізніше перетворена в комерційну компанію. 
Станом на квітень 2013 року, космічне угруповання Intelsat мало 55 телекомунікаційних супутників. Є найбільшою супутниковою компанією в світі.

### Діяльність
В 2024 році Intelsat з невідомих причин втратила на геостаціонарних орбітах два телекомунікаційні супутники IS-29e та IS-33e.